# Ster van Zwolle
La Ster van Zwolle es una carrera ciclista neerlandesa disputada en la provincia de Overijssel con inicio y final en Zwolle. 
La primera edición se disputó en 1961 y a excepción de 1994 en la que ganó el belga Marc Wauters, siempre ha sido ganada por neerlandeses ya que hasta el 2010 fue amateur. Entre 2011 y 2016 formó parte del UCI Europe Tour, dentro de la categoría 1.2 (última categoría del profesionalismo). En 2017 la carrera volvió a ser amateur. En 2020 la carrera regresó al UCI Europe Tour dentro de la misma categoría en la que había estado con anterioridad.
Dries Klein, con tres victorias, es el ciclista que más veces ha ganado.

## Palmarés
En amarillo: edición amateur.
| Año  | Ganador               | Segundo               | Tercero                   |
| ---- | --------------------- | --------------------- | ------------------------- |
| 1961 | Jan Rol               | Gerrit Wesseling      | Jan Boog                  |
| 1962 | Jan Schröder          | Coen Visser           | Wim de Jager              |
| 1963 | Evert Dickhof         |                       |                           |
| 1964 | Henk Koopmans         |                       |                           |
| 1965 | Henk Steevens         | Frank Ouwerkerk       | Harm Ottenbros            |
| 1966 | Jan van der Horst     | Johnny Brouwer        | Harry Van Piere           |
| 1967 | Harrie Jansen         |                       |                           |
| 1968 | Herman Hoogezaad      |                       |                           |
| 1969 | Jo Vrancken           |                       |                           |
| 1970 | Jo Vrancken           |                       |                           |
| 1971 | Juul Bruesing         | Henk Stander          | Marcel Pennings           |
| 1972 | Louis Westrus         |                       |                           |
| 1973 | Cees Priem            |                       |                           |
| 1974 | Gerrie van Gerwen     |                       |                           |
| 1975 | Frits Pirard          |                       |                           |
| 1976 | Piet Hoekstra         | Gerrie van Gerwen     | Alfons van Katwijk        |
| 1977 | Joop Ribbers          | Frits Pirard          | Henk Mutsaars             |
| 1978 | Jan Spijker           |                       |                           |
| 1979 | Hans Plugers          | Arie Versluis         | Frank Moons               |
| 1980 | Johan Kuiken          |                       |                           |
| 1981 | Dries Klein           |                       |                           |
| 1982 | Jannus Slendebroek    | Ron Snijders          | Hans Baudoin              |
| 1983 | Dries Klein           | Bert Wekema           | Lucien Goedde             |
| 1984 | Ron Mackay            | Reinier Valkenburg    | Peter Pieters             |
| 1985 | Dries Klein           | Rob Harmeling         | Chris Koppert             |
| 1986 | Erwin Kistemaker      | Eddy Schurer          | Ralph Moorman             |
| 1987 | Michel Cornelisse     | Theo Akkermans        | Rob Rijkenberg            |
| 1988 | Henk Boorsma          | Erwin Kistemaker      |                           |
| 1989 | Wietse Veenstra       |                       |                           |
| 1990 | Tonnie Akkermans      | Eric van der Heide    | Rob Mulders               |
| 1991 | Jans Koerts           | Marcel Remijn         | Eric van der Heide        |
| 1992 | Martijn Vos           | Godert de Leeuw       | Niels Boogaard            |
| 1993 | Michel Cornelisse     | Jeroen Blijlevens     | Erik van der Velde        |
| 1994 | Marc Wauters          | Harm Jansen           | Steven de Jongh           |
| 1995 | Niels Boogaard        | Steven de Jongh       | Jan Boven                 |
| 1996 | Louis de Koning       | Renger Ypenburg       | Bert Hiemstra             |
| 1997 | Bennie Gosink         | Dennis Heij           | Anthony Theus             |
| 1998 | Renger Ypenburg       | Edward Farenhout      | Paul van Schalen          |
| 1999 | Rik Reinerink         | Mark ter Schure       | John Talen                |
| 2000 | Paul van Schalen      | Rik Reinerink         | John Den Braber           |
| 2001 | Rudie Kemna           | Danny Daelman         | John Den Braber           |
| 2002 | Marco Bos             | John Den Braber       | Bastiaan Krol             |
| 2003 | Mark Vlijm            | Marco Bos             | Tom Veelers               |
| 2004 | Marvin van der Pluijm | Marcel Alma           | Arno Wallaard             |
| 2005 | Peter Möhlmann        | Marvin van der Pluijm | Christoph von Kleinsorgen |
| 2006 | Marvin van der Pluijm | Markus Eichler        | Fulco Van Gulik           |
| 2007 | Dennis Smit           | Arnoud van Groen      | Wouter Mol                |
| 2008 | Germ ven der Burg     | Arnoud van Groen      | Fulco Van Gulik           |
| 2009 | Bram Schmitz          | Marco Bos             | Robin Chaigneau           |
| 2010 | Bert-Jan Lindeman     | Pieter Jan Polling    | Ruud Fransen              |
| 2011 | Barry Markus          | Wim Botman            | Grischa Janorschke        |
| 2012 | Robin Chaigneau       | Moreno Hofland        | Wesley Kreder             |
| 2013 | Dylan van Baarle      | Marco Brus            | Elmar Reinders            |
| 2014 | Bert-Jan Lindeman     | Troels Vinther        | Brian van Goethem         |
| 2015 | Elmar Reinders        | Dimitri Claeys        | Haavard Blikra            |
| 2016 | Jeff Vermeulen        | Coen Vermeltfoort     | Nicolai Brøchner          |
| 2017 | Fabio Jakobsen        | Jim Lindenburg        | Gert-Jan Bosman           |
| 2018 | Maarten van Trijp     | Jaap Kooijman         | René Hooghiemster         |
| 2019 | Coen Vermeltfoort     | Raymond Kreder        | André Looij               |
| 2020 | David Dekker          | Olav Kooij            | Coen Vermeltfoort         |
| 2021 | Coen Vermeltfoort     | Tim van Dijke         | Elmar Reinders            |
| 2022 | No se disputó         | No se disputó         | No se disputó             |
| 2023 | Coen Vermeltfoort     | Martijn Budding       | Loe van Belle             |
| 2024 | Nicklas Pedersen      | Simon Dehairs         | Vlad Van Mechelen         |